# Campylocentrum tenellum
Campylocentrum tenellum é uma espécie de orquídea, família Orchidaceae, que habita a Costa Rica e o Panamá. Trata-se de pequena planta epífita, monopodial, com caules curtos, folhas dísticas, e inflorescência racemosa com flores espaçadas minúsculas, de cor branca, de sépalas e pétalas livres, e nectário na parte de trás do labelo. Pertence ao grupo de espécies inflorescências mais curtas que as folhas. É facilmente identificado pelas folhas alongadas, quase lineares, com largas bainhas rasgadas pelo curto caule.

## Publicação
- Campylocentrum tenellum Todzia, Ann. Missouri Bot. Gard. 72: 877 (1985).